# خوشنگا ابرامووسکا
خوشنگا ابرامووسکا (به لهستانی:  Hosznia Abramowska) یک روستا در لهستان است که در گمینا گورای واقع شده‌است. خوشنگا ابرامووسکا ۹۹ نفر جمعیت دارد.